# Algarve Cup 1997
L'Algarve Cup 1997 è stata la quarta edizione dell'Algarve Cup. Ebbe luogo dal 10 al 16 marzo 1997.

## Formato
Nella quarta edizione l'Olanda tornò nel torneo rimpiazzando la Russia.
Le 8 squadre erano divise in due gironi all'italiana. Dopo gli scontri diretti nel girone, vennero disputate quattro finali: la finale per il settimo posto tra le quarte, la finale per il quinto posto tra le terze, la finale per il terzo posto tra le seconde e la finale tra le prime.
Erano assegnati tre punti per la vittoria, uno per il pareggio e zero per la sconfitta. In caso di parità di punti, venivano considerati gli scontri diretti, la differenza reti e i gol fatti.

## Squadre
- Cina
- Danimarca
- Finlandia
- Islanda

- Norvegia
- Paesi Bassi
- Portogallo
- Svezia

## Fase a gironi

### Gruppo A
| Squadra   | Pt | G | V | N | P | GF | GS | DR  |
| --------- | -- | - | - | - | - | -- | -- | --- |
| Norvegia  | 9  | 3 | 3 | 0 | 0 | 14 | 1  | +13 |
| Danimarca | 6  | 3 | 2 | 0 | 1 | 6  | 4  | +2  |
| Finlandia | 3  | 3 | 1 | 0 | 2 | 3  | 7  | -4  |
| Islanda   | 0  | 3 | 0 | 0 | 3 | 1  | 12 | -11 |

| 10 marzo 1997 | Danimarca | 4 – 1 | Islanda |  |

| 10 marzo 1997 | Norvegia | 5 – 1 | Finlandia |  |

| 12 marzo 1997 | Norvegia | 6 – 0 | Islanda |  |

| 12 marzo 1997 | Danimarca | 2 – 0 | Finlandia |  |

| 14 marzo 1997 | Norvegia | 3 – 0 | Danimarca |  |

| 14 marzo 1997 | Finlandia | 2 – 0 | Islanda |  |

### Gruppo B
| Squadra     | Pt | G | V | N | P | GF | GS | DR |
| ----------- | -- | - | - | - | - | -- | -- | -- |
| Cina        | 9  | 3 | 3 | 0 | 0 | 6  | 0  | +6 |
| Svezia      | 6  | 3 | 2 | 0 | 1 | 8  | 2  | +6 |
| Paesi Bassi | 3  | 3 | 1 | 0 | 2 | 1  | 5  | -4 |
| Portogallo  | 0  | 3 | 0 | 0 | 3 | 0  | 8  | -8 |

| 10 marzo 1997 | Cina | 3 – 0 | Portogallo |  |

| 10 marzo 1997 | Svezia | 4 – 0 | Paesi Bassi |  |

| 12 marzo 1997 | Cina | 1 – 0 | Paesi Bassi |  |

| 12 marzo 1997 | Svezia | 4 – 0 | Portogallo |  |

| 14 marzo 1997 | Cina | 2 – 0 | Svezia |  |

| 14 marzo 1997 | Paesi Bassi | 1 – 0 | Portogallo |  |

## Finale Settimo Posto
| 16 marzo 1997                                | Islanda              | 0 – 0 (d.t.s.) | Portogallo |  |
| \| \| \| \| \| \| Tiri di rigore 4 – 3 \| \| |                      |                |            |  |
|                                              |                      |                |            |  |
|                                              | Tiri di rigore 4 – 3 |                |            |  |

## Finale Quinto Posto
| 16 marzo 1997 | Paesi Bassi | 1 – 0 | Finlandia |  |

## Finale Terzo Posto
| 16 marzo 1997                                | Svezia               | 0 – 0 (d.t.s.) | Danimarca |  |
| \| \| \| \| \| \| Tiri di rigore 6 – 5 \| \| |                      |                |           |  |
|                                              |                      |                |           |  |
|                                              | Tiri di rigore 6 – 5 |                |           |  |

## Finale
| 16 marzo 1997                                      | Norvegia  | 1 – 0 | Cina |  |
| \| \| \| \| \| Riise 75’ (rig.) \| Marcatori \| \| |           |       |      |  |
|                                                    |           |       |      |  |
| Riise 75’ (rig.)                                   | Marcatori |       |      |  |

## Classifica finale
| Posizione | Squadra     |
| --------- | ----------- |
| 1         | Norvegia    |
| 2         | Cina        |
| 3         | Svezia      |
| 4         | Danimarca   |
| 5         | Paesi Bassi |
| 6         | Finlandia   |
| 7         | Islanda     |
| 8         | Portogallo  |